# Serra d'Alters
La Serra d'Alters és una serra situada als municipis d'Almatret i Seròs a la comarca del Segrià, amb una elevació màxima de 292,2 metres.